# Sven Hemmes
Sven Hemmes (Amsterdam, 14 juni 1989) is een voormalige handbalkeeper en tussen 2018 en 2019 veldspeler bij Tachos. In 2021 stopte Hemmes met keepen en ging verder als trainer/coach van het opleidingsteam van Bevo HC. Sinds het seizoen 2023/34 is hij hoofdtrainer van HV Hurry-Up. 

## Biografie
Hemmes begon zijn loopbaan bij het Amsterdamse Aristos en ging vervolgens via Volendam naar Quintus. In 2014 vertrok Hemmes naar het naar België om te spelen bij OLSE in Merksem. Na één seizoen keerde Hemmes terug naar het Quintus. Door werk bij Roompot als manager Animatie en Sport, ging Hemmes spelen voor Hurry-Up waar hij in het seizoen 2016/2017 de halve finale van de EHF Challenge Cup. In 2018 vertrok Hemmes naar Tachos in Waalwijk waar hij als veldspeler ging speler. Al na een seizoen ging Hemmes terug naar Hurry-Up waar hij tot in 2021 als keeper in de doel stond. Direct na het beëindigen van zijn loopbaan als keeper ging Hemmes als coach van het opleidingsteam van Bevo HC.